# 逆地址解析协议
逆地址解析协议（Reverse Address Resolution Protocol，RARP），是一種網路協議，互联网工程任务组（IETF）在RFC903中描述了RARP。RARP使用与ARP相同的报头结构，作用与ARP相反。RARP用于将MAC地址转换为IP地址。其因為較限於IP地址的運用以及其他的一些缺點，因此漸為更新的BOOTP或DHCP所取代。

## 报文格式
类似于ARP的报文格式主要差别在于帧类型代码为0x8035（ARP为0x0806），操作码为3请求（ARP为1），4应答（ARP为2）。

## 工作原理
1. 发送主机发送一个本地的RARP广播，在此广播包中，声明自己的MAC地址并且请求任何收到此请求的RARP服务器分配一个IP地址；
2. 本地网段上的RARP服务器收到此请求后，检查其RARP列表，查找该MAC地址对应的IP地址；
3. 如果存在，RARP服务器就给源主机发送一个响应数据包并将此IP地址提供给对方主机使用；
4. 如果不存在，RARP服务器对此不做任何的响应；
5. 源主机收到从RARP服务器的响应信息，就利用得到的IP地址进行通讯；如果一直没有收到RARP服务器的响应信息，表示初始化失败。

## RARP服务器
RARP在原理上很简单但是实现比较复杂，由于RARP的请求是在硬件层上的广播这因此这不能通过路由转发，因此在每个网络都要实现一个RARP服务器。另外在同一网络中不同主机可能会同时进行RARP请求，增大了冲突的概率。